# Campagna delle Pescadores (1885)
La campagna delle Pescadores, svoltasi alla fine del marzo 1885, fu una delle ultime campagne della guerra franco-cinese (agosto 1884 - aprile 1885). Fu combattuta per la conquista delle isole Pescadores, un arcipelago di importanza strategica al largo della costa occidentale di Formosa (Taiwan).  L'ammiraglio Amédée Courbet, con parte della Squadra dell'Estremo Oriente francese, bombardò le difese costiere cinesi intorno alla città di Makung (Magong, 馬公), sull'isola di Penghu (Pēnghú dǎo, 澎湖島), e fece sbarcare un battaglione di fanteria di marina che sbaragliò i difensori cinesi e prese la città.
Le Pescadores furono occupate dai francesi fino al luglio 1885. L'ammiraglio Courbet, ormai eroe nazionale in Francia, morì a bordo della sua nave ammiraglia, la Bayard, nel porto di Makung durante l'occupazione francese delle isole.

## Contesto

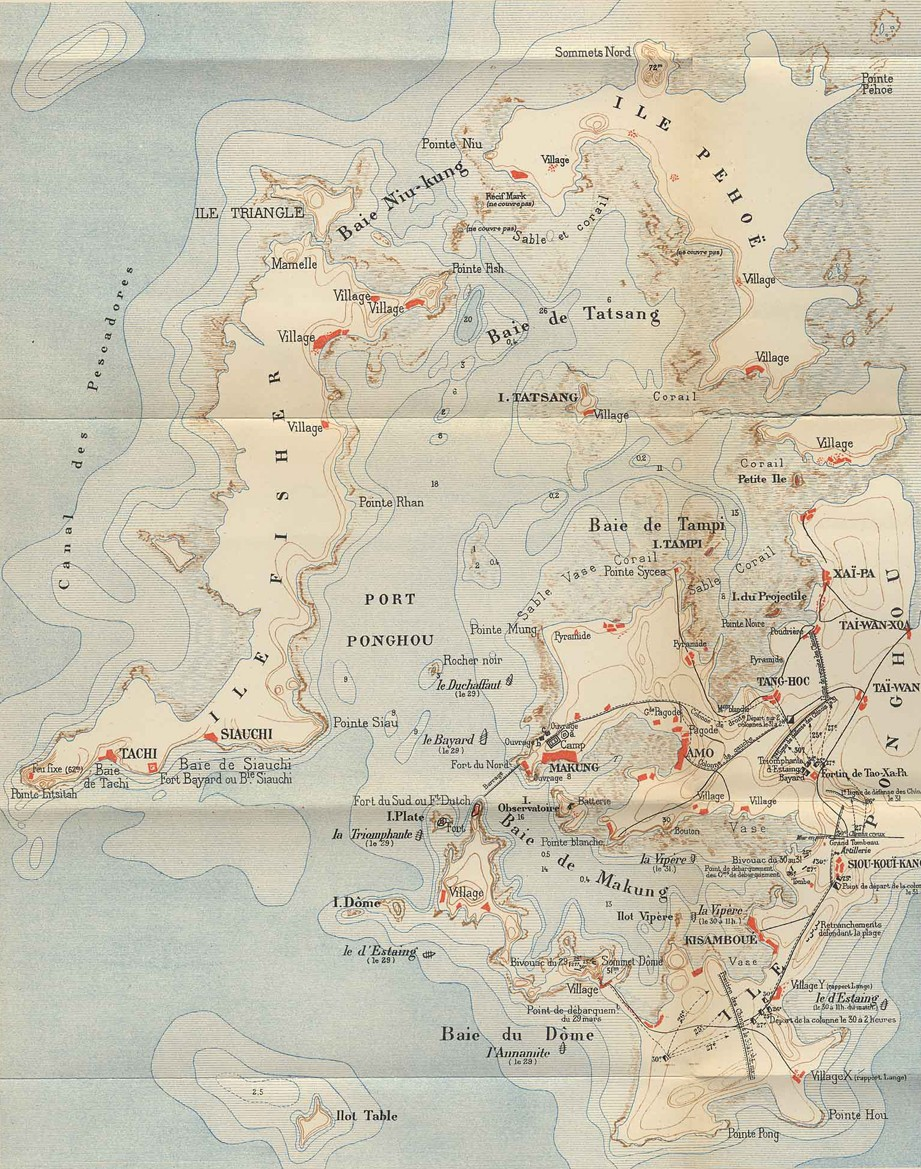
La campagna delle Pescadores, marzo 1885. Mappa del capitano Garnot, del 3º battaglione africano

Le isole Pescadores, conosciute anche con il nome cinese di P'eng-hu (Pēnghú, 澎湖), erano un'importante tappa di transito per i rinforzi inviati all'esercito cinese comandato da Liu Mingchuan (Liu Ming-ch'uan, 劉銘傳), che affrontava i francesi nel nord di Formosa, intorno a Keelung (基隆). La conquista delle isole avrebbe impedito ai cinesi di inviare rinforzi a Formosa. Da diversi mesi Courbet voleva organizzare una spedizione per catturare le Pescadores, ma la fattibilità dell'operazione dipendeva dai progressi della campagna di Keelung. La sconfitta delle forze di Liu Mingchuan da parte del colonnello Jacques Duchesne e la cattura della posizione chiave cinese di "La Table", avvenuta il 7 marzo 1885, disimpegnarono definitivamente le truppe francesi presenti a Keelung, permettendo ai francesi di impegnarle per un attacco alle Pescadores.

## Forze impegnate
La flotta di Courbet era composta dalle corazzate Bayard e Triomphante, dagli incrociatori d'Estaing e Duchaffaut, dalla cannoniera Vipère e dal trasporto truppe Annamite. La sua forza di sbarco consisteva in un battaglione di fanteria di marina sotto organico (400 uomini contro i 600 abituali) al comando dello chef de bataillon Lange e di una sezione di artiglieria di marina composta da due cannoni da montagna da 80 mm al comando del tenente Lubert).
La guarnigione cinese delle Pescadores, che era stata notevolmente rinforzata all'inizio del 1885, era comandata dai generali Chou Shan-ch'u (周善初) e Cheng Ying-chieh (鄭膺杰) e contava circa 2400 uomini. La guarnigione contava diversi ufficiali stranieri, tra cui un ufficiale americano di nome Nelson, responsabile della difesa di uno dei forti di Makung. Il diario di Nelson fu poi recuperato dai frances:. inizialmente ottimista, nel marzo 1885 Nelson disperava ormai di poter addestrare gli artiglieri cinesi ad affrontare efficacemente i francesi in battaglia.
Le fortificazioni delle Pescadores erano state progettate per proteggere Makung e impedire l'ingresso alla sua baia e inoltre coprivano l'ingresso meridionale della baia di P'eng-hu, che avrebbe dovuto essere attraversata per prima da una squadra d'attacco. Gli ostacoli più temibili erano i due forti di Makung, posti su entrambi i lati all'ingresso della sua baia. Il forte settentrionale, appena a sud-ovest di Makung, schierava tre "cannoni Armstrong" ed era fiancheggiato da una serie di postazioni secondarie, dove i cinesi avevano schierato una dozzina di "cannoni Voruz" rigati di vario calibro. Il forte meridionale (o "Forte olandese", così chiamato in quanto costruito dagli olandesi nel XVII secolo), era armato con due cannoni a canna liscia da 22 cm e due da 14 cm. Una terza batteria, situata sull'Isola dell'Osservatorio, proprio all'interno della baia di Makung, copriva l'ingresso della baia, che era stato bloccato da catene. La batteria dell'Isola dell'Osservatorio era armata con due "cannoni Armstrong" e un cannone cinese da 20 cm. I cinesi avevano anche costruito una batteria di cannoni a canna liscia, che teneva sotto tiro la pianura a est di Makung, e un grande campo trincerato a nord della città, che ospitava le truppe regolari della guarnigione dell'isola.
Le difese esterne cinesi erano molto più deboli. L'ingresso meridionale della baia di P'eng-hu era coperto a ovest dalla batteria Hsiaochi sull'Isola Fisher (l'odierna Xī yǔ, 西嶼) e a est da una batteria sull'Isola Piatta (l'odierna Sìjiǎo yǔ, 四角嶼). La batteria dell'Isola Piatta era abbastanza vicina al forte meridionale e poteva anche coprire l'accesso alla baia di Makung. Sfortunatamente per i cinesi, entrambe le batterie erano armate solo con pezzi antiquati ad anima liscia che non costituivano una minaccia per la squadra francese.

## La campagna
La flotta francese si concentrò al largo di Tai-wan-fu (台灣府, odierna Tainan, 台南) il 28 marzo 1885 e si avvicinò alle Pescadores da ovest prima dell'alba del 29 marzo 1885. Nel corso della mattinata del 29 marzo 1885 le navi da guerra francesi bombardarono e misero a tacere la batteria Hsiaochi e le altre batterie costiere a guardia degli approcci a Makung.
Nel tardo pomeriggio il battaglione di Lange sbarcò sul promontorio meridionale dell'isola di P'eng-hu, sul "Sommet Dôme", dove si mise in posizione difensiva per la notte. Non c'erano cinesi in vista e lo sbarco avvenne senza resistenza.
Durante la notte del 29 marzo 1885 i francesi inviarono delle imbarcazioni per esplorare lo sbarramento di catene posto all'ingresso del porto di Makung. Il gruppo di esploratori scoprì che nessuna mina era ancora stata attaccata alle catene, e all'alba del 30 marzo 1885 un gruppo di marinai della Bayard si spinse in avanscoperta per aprire un varco nello sbarramento. I fucilieri cinesi cercarono di disturbare l'operazione e un marinaio francese fu ucciso.
Aperto lo sbarramento, la flottiglia di Courbet entrò nella baia di Makung la mattina del 30 marzo 1885 e bombardò le difese di Makung. Contemporaneamente, il battaglione di Lange lasciò l'accampamento sul "Sommet Dôme" e iniziò ad avanzare verso Makung, con i fianchi coperti dalla d'Estaing e dalla Vipère, che si trovavano nella baia di Makung, e dall'Annamite, che si trovava nella baia di Dôme. La colonna fu guidata verso il suo obiettivo da un anziano pescatore locale, che aveva offerto i suoi servizi a pagamento.
Nel pomeriggio gli uomini di Lange scacciarono la fanteria cinese dal villaggio di Kisambo e si avvicinarono al villaggio di Siu-kuei-kang (l'odierno Suǒ gǎng, 鎖港), saldamente tenuto dai cinesi. Gli uomini di Lange bivaccarono per la notte a ovest del villaggio, pronti ad attaccare i cinesi il mattino seguente. Durante la sera la colonna francese fu rinforzata con le compagnie da sbarco della Bayard, della Triomphante e della d'Estaing e con quattro cannoni da 65 mm.
La mattina del 31 marzo 1885 Lange attaccò la principale linea difensiva cinese intorno a Siu-kuei-kang. Anche se la fanteria di marina e i marinai erano in forte inferiorità numerica, l'artiglieria navale francese fece pendere la bilancia a loro favore. I cinesi furono respinti dalle loro posizioni e tentarono di fare una seconda resistenza davanti a Makung, vicino al villaggio di Amo. Lange li attaccò di nuovo, con uguale successo, e occupò Makung nel tardo pomeriggio.

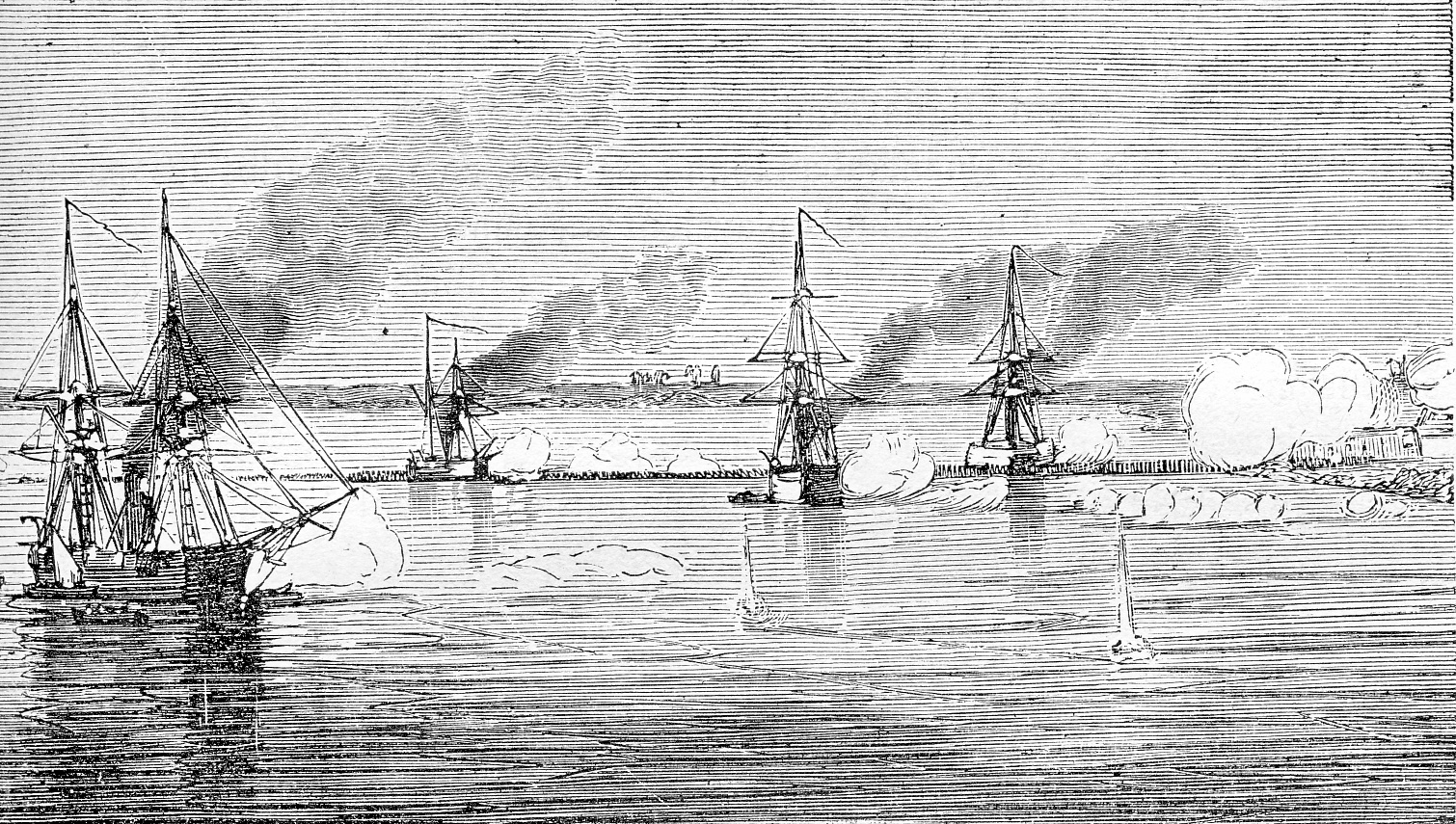
Navi francesi bombardano le posizioni cinesi intorno a Makung, 29 marzo 1885
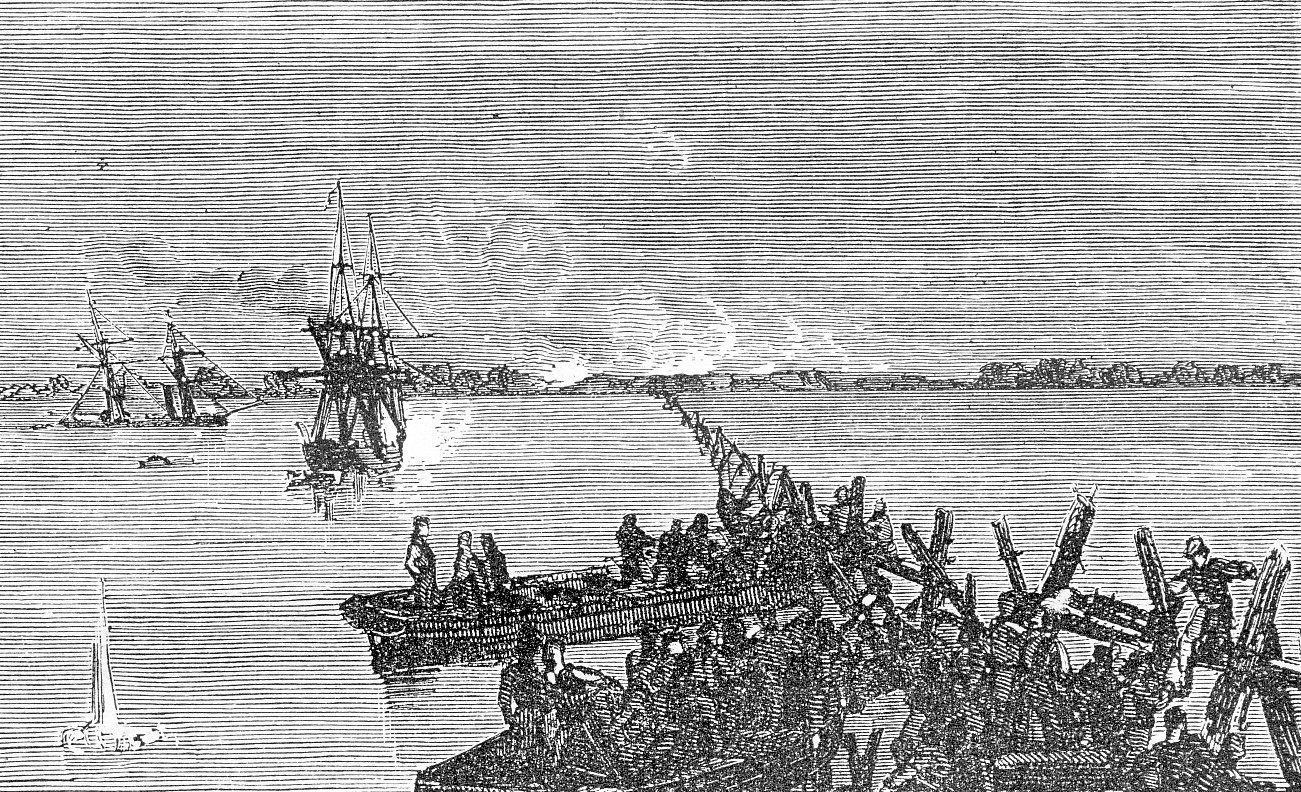
Marinai francesi aprono un varco nello sbarramento a protezione del porto di Makung, 30 marzo 1885
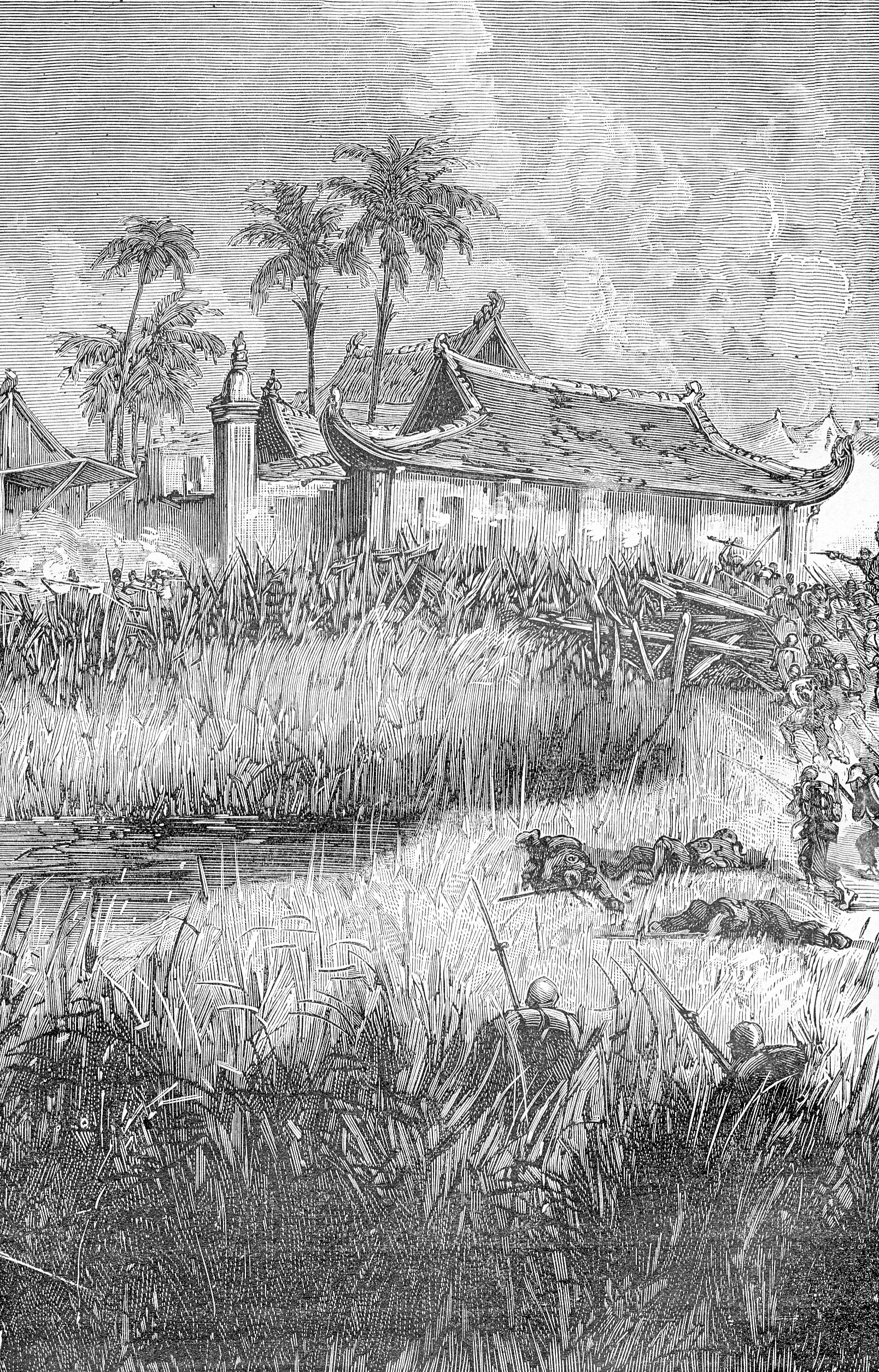
Truppe francesi entrano a Makung, 31 marzo 1885
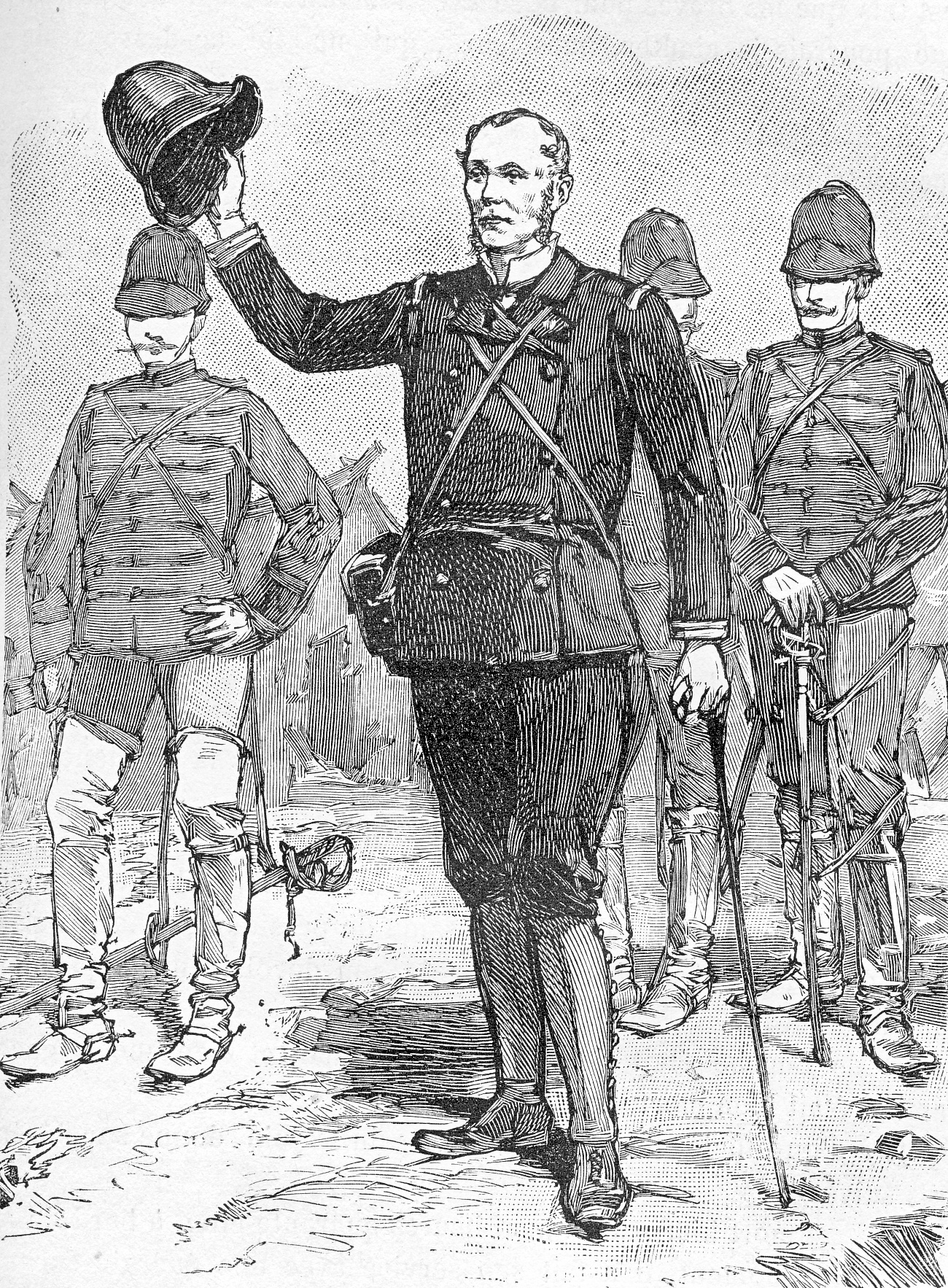
L'ammiraglio Courbet acclamato dalle sue truppe dopo la presa di Makung

La maggior parte dei soldati cinesi sconfitti fuggì al riparo delle tenebre su giunche e pescherecci, dirigendosi ad Amoy (Xiamen, 廈門), nella Cina continentale, o a Tai-wan-fu, sull'isola di Formosa. Alcuni soldati furono catturati e consegnati ai francesi vincitori dagli abitanti delle Pescadores, che non videro alcun motivo per far differenze tra due gruppi di "intrusi" ugualmente sgraditi.
Le perdite francesi nella campagna di Pescadores furono di 5 morti e 12 feriti. Tra i feriti c'era un ufficiale, il tenente di vascello Poirot della Triomphante. Le perdite cinesi potrebbero essere state di circa 300 morti e 400 feriti, tra cui diversi alti ufficiali. I francesi vennero a sapere dagli isolani che l'ufficiale di artiglieria americano Nelson era stato decapitato, durante il bombardamento del 29 marzo 1885, per ordine di un comandante cinese infuriato perché i suoi cannoni non erano in grado di rispondere efficacemente alle navi da guerra francesi.
Il bombardamento francese delle posizioni cinesi sui Pescadores fu udito a Tai-wan-fu, sulla terraferma di Formosa. Il missionario britannico William Campbell descrisse l'impatto della battaglia sugli abitanti della città.
La campagna delle Pescadores fu l'ultima vittoria militare di Courbet. Anche se si trattò di un'operazione minore rispetto alla cattura di Sơn Tây o alla battaglia di Fuzhou, agli occhi dei suoi ufficiali fu il suo più grande risultato militare. È significativo che Courbet abbia diretto le operazioni in prima persona e abbia scelto di combattere questa breve campagna coloniale in stile tradizionale, con le navi della marina francese che sostenevano le operazioni terrestri della fanteria di marina e dell'artiglieria. La decisione rifletteva le rivalità tra i vari ministeri e Courbet stava prendendo di mira il ministero dell'esercito, che da tempo aveva strappato la direzione della guerra al ministero della marina. Il suo tempismo fu perfetto: mentre il ministero dell'esercito si affannava a spiegare la sconfitta del generale François de Négrier nella battaglia di Bang Bo (24 marzo 1885) e la successiva ritirata da Lạng Sơn, Courbet offrì al ministero della marina una vittoria elegante e quasi incruenta. La guerra franco-cinese si concluse con una nota positiva per la marina francese.
Il 27 luglio 1885, a seguito di un'inchiesta sulla loro condotta, i generali cinesi sconfitti, Chou Shan-chu e Cheng Ying-chieh, furono degradati e puniti con l'allontanamento nella remota provincia cinese settentrionale di Heilungkiang (Hēilóngjiāng, 黑龍江).

## La flotta di Courbet nella campagna delle Pescadores

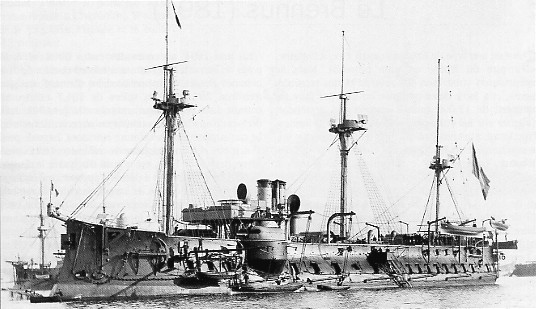
La Bayard
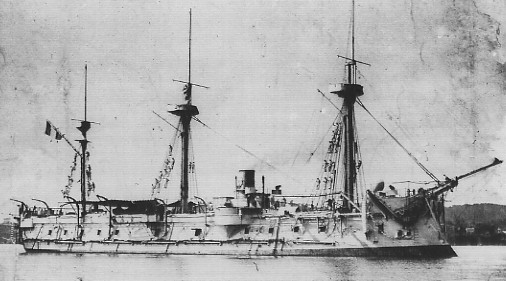
La Triomphante

## Significato
La notizia della conquista delle Pescadores non suscitò grande scalpore a Parigi, poiché i titoli dei giornali all'inizio di aprile del 1885 erano monopolizzati dal cosiddetto affare del Tonchino. La vittoria di Courbet arrivò troppo tardi per influenzare la conclusione dei preliminari di pace tra Francia e Cina il 4 aprile 1885, ma potrebbe aver contribuito a evitare che l'accordo di pace fosse sabotato da elementi della linea dura in Cina e dai comandanti dell'esercito cinese che combattevano i francesi in Tonchino. I comandanti dell'Esercito del Kwangsi, Wang Te-pang (王德榜) e Feng Tzu-tsai (Feng Zicai, 馮子材), le cui forze avevano da poco ottenuto una notevole vittoria nella battaglia di Bang Bo e rioccupato Lạng Sơn, ricevettero l'ordine di cessare il fuoco. I mandarini regionali Pao Chao (Bao Chao, 鮑超), Tsen Yu-ying (岑毓英) e Peng Yu-lin (彭玉麟), che stavano dirigendo lo sforzo bellico contro i francesi nel sud della Cina, esortarono la corte Ch'ing a continuare la lotta contro la Franciama il 10 aprile 1885 la corte rispose con fermezza che era necessario fare la pace immediatamente, perché la perdita delle Pescadores metteva in pericolo l'intera Formosa:
Questa comunicazione mise a tacere le proteste degli integralisti e garantì la pace con la Francia.

## L'occupazione francese delle Pescadores

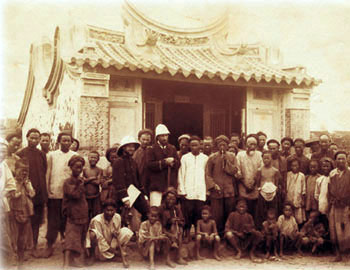
Soldati francesi e abitanti della città in posa davanti a un tempio di Makung

La guerra franco-cinese si concluse nell'aprile del 1885 e, secondo i termini dell'accordo di pace, i francesi continuarono a occupare le Pescadores fino a luglio, come garanzia per il ritiro delle armate cinesi dal Tonchino. La baia di Makung era un superbo porto naturale e molti ufficiali dello squadrone speravano che la Francia mantenesse la sua recente conquista come contrappeso alla colonia britannica di Hong Kong. Le isole furono persino ribattezzate Îles des Pêcheurs in previsione del loro futuro destino di colonia francese. Questa non fu mai una prospettiva realistica: la Francia aveva combattuto la guerra per cacciare i cinesi dal Tonchino, non per fare conquiste coloniali nella Cina stessa, e i francesi puntualmente evacuarono le Pescadores il 22 luglio 1885.
Durante l'occupazione, Courbet diede precise istruzioni affinché le sue truppe pagassero tutto ciò di cui avevano bisogno e gli isolani colsero l'opportunità per guadagnare il più possibile dalle truppe di occupazione durante il loro breve soggiorno. Intorno agli accampamenti francesi sorsero mercati alimentari. I francesi erano anche interessati ad acquistare ricordi esotici del loro soggiorno in Estremo Oriente e gli imprenditori locali, compresi gli abati dei monasteri buddisti, si affrettarono a soddisfare la loro domanda di Buddha di bronzo, paraventi intagliati e altri souvenir caratteristici. I francesi effettuarono dei rilievi sulle acque costiere intorno alle isole e migliorarono considerevolmente le strutture rudimentali del porto di Makung. Nel frattempo, durante l'estate del 1885, quasi trenta navi da guerra francesi della Squadra dell'Estremo Oriente furono tranquillamente all'ancora al largo di Makung: fu la più grande concentrazione di potenza navale in Estremo Oriente nella storia della marina francese.
Diverse decine di soldati e marinai francesi morirono di colera durante l'occupazione. Il colera scoppiò uno o due giorni dopo lo sbarco e il 23 aprile 1885 15 uomini erano già morti e altri 20 erano stati ricoverati in ospedale. La malattia era stata probabilmente portata da Keelung dalla fanteria di marina del battaglione di Lange, ma i francesi sospettavano che avesse avuto origine a Makung, la cui popolazione cinese viveva in condizioni insalubri. Courbet isolò quindi i quartieri francesi dal contatto con un eventuale contagio. Tutte le case cinesi nel raggio di una certa distanza furono demolite per creare un cordone sanitario intorno alle caserme francesi, alcuni ruscelli infestati dalle zanzare furono riempiti e ogni baracca fu disinfettata con solfato di ferro e acido fenico. Queste precauzioni portarono gradualmente la malattia sotto controllo e la maggior parte delle truppe francesi ricoverate in aprile guarì in maggio. Le precauzioni arrivarono però troppo tardi per Courbet, che contrasse il colera e morì la notte dell'11 giugno 1885 a bordo della sua nave ammiraglia, la Bayard, ancorata nel porto di Makung. Il corpo di Courbet fu riportato in Francia per il funerale di Stato, mentre gli altri morti francesi furono sepolti in due cimiteri a Makung, uno per la fanteria di marina del battaglione di Lange e l'altro per i marinai della Squadra dell'Estremo Oriente. Sono ancora visibili i due obelischi commemorativi eretti nell'estate del 1885 in questi cimiteri. Uno si trova a Makung, l'altro sulla punta del promontorio meridionale che racchiude il porto di Makung, un tempo noto come "Punta olandese", per la presenza delle rovine di un antico forte olandese. Entrambi recano iscrizioni quasi identiche: À la memoire des soldats [marins] français décedés à Makung ("Alla memoria dei soldati [marinai] francesi morti a Makung"). Un terzo obelisco, eretto dall'ammiraglio Sébastien Lespès come monumento alla memoria di Courbet, è stato rimosso nel 1954, ma la sua iscrizione in marmo è stata conservata: À la memoire de l'amiral Courbet et des braves morts pour la France aux Pescadores en 1885 ("Alla memoria dell'ammiraglio Courbet e dei suoi coraggiosi, morti per la Francia alle Pescadores nel 1885"). I corpi di due ufficiali di fanteria di marina morti di colera all'inizio di giugno del 1885, il sous-commissaire Marie-Joseph-Louis Dert e il tenente Louis Jehenne, furono originariamente sepolti davanti al monumento di Courbet, il quale aveva partecipato ai loro funerali solo pochi giorni prima di morire a sua volta. Nel 1954, in base a un accordo raggiunto tra i governi francese e cinese, i loro resti furono esumati con tutti gli onori militari e trasferiti, a bordo della fregata Commandant Pimodan, nel cimitero francese di Keelung , dove oggi riposano insieme ai loro vecchi compagni del Corpo di spedizione di Formosa e dello Squadra dell'Estremo Oriente.

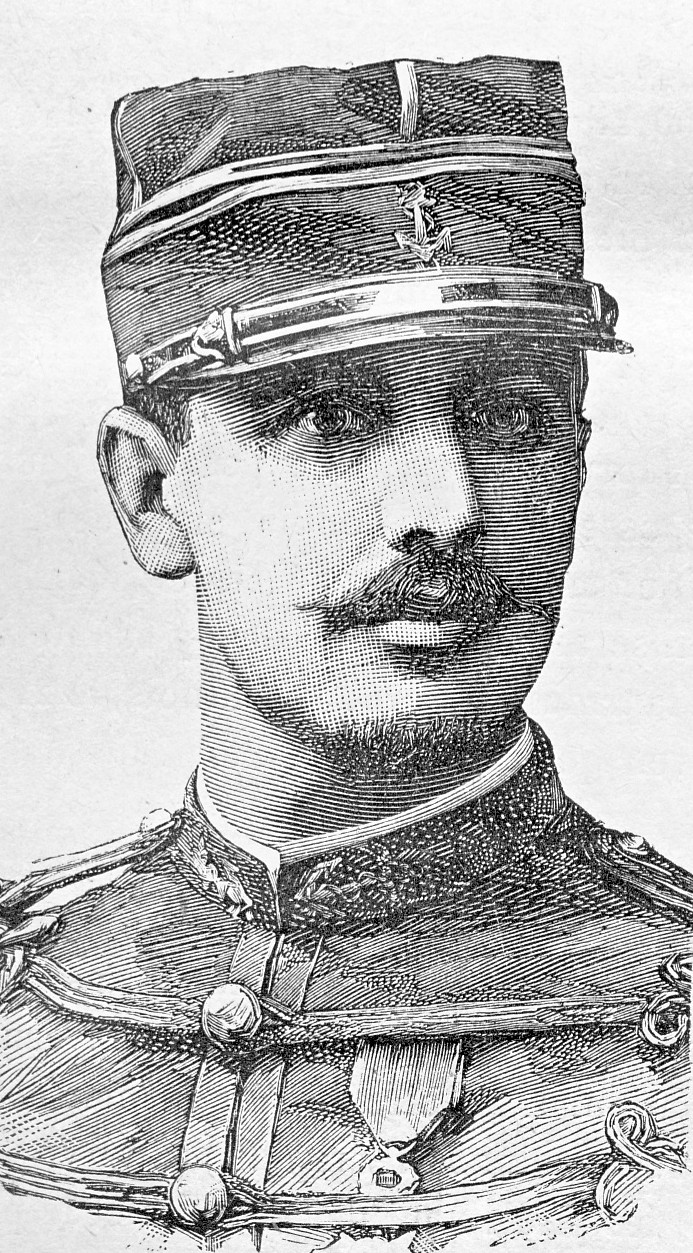
Il tenente Louis Jehenne, morto a Makung nel giugno 1885
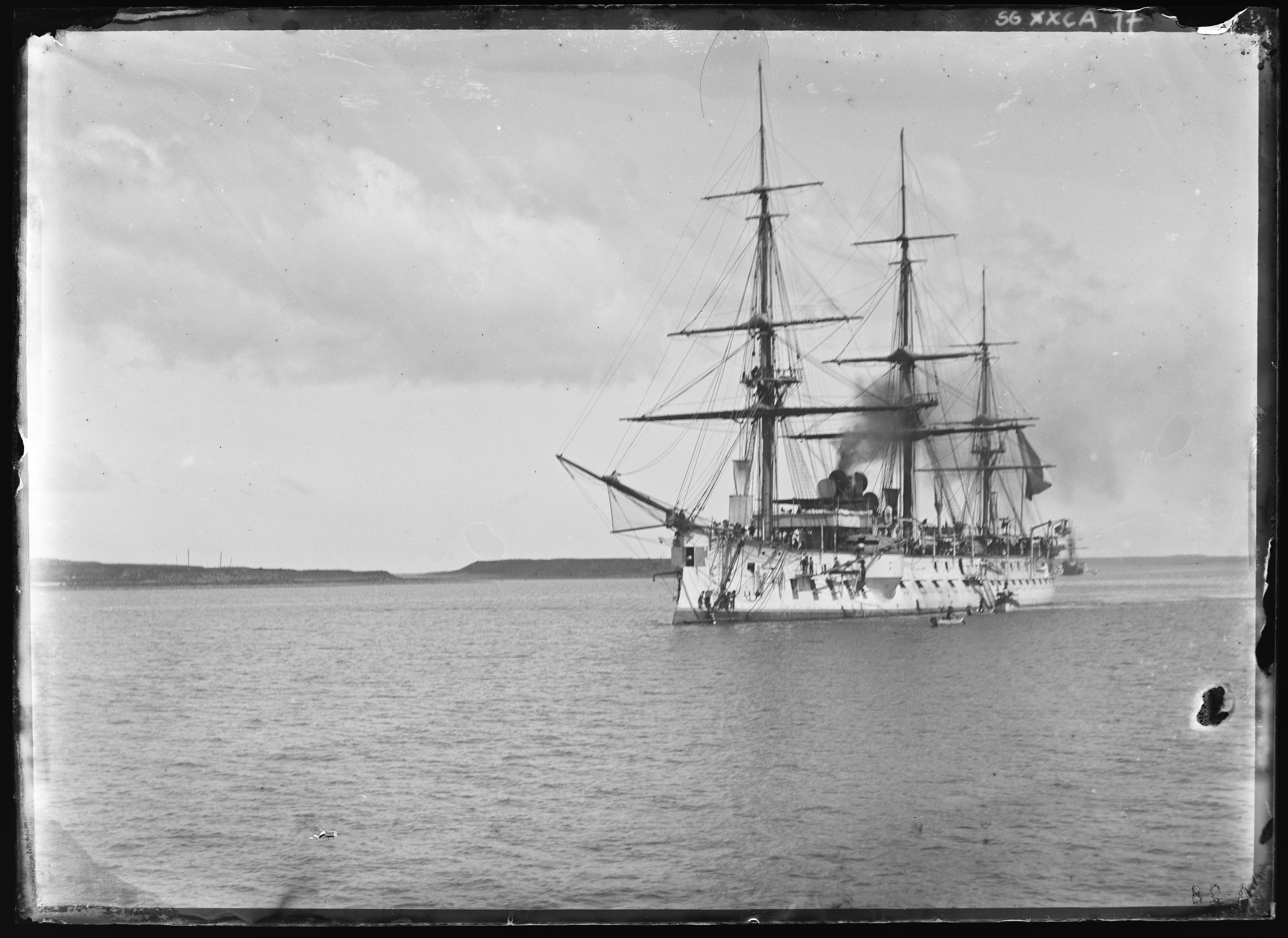
La Bayard salpa da Makung per riportare in patria la bara dell'ammiraglio Courbet
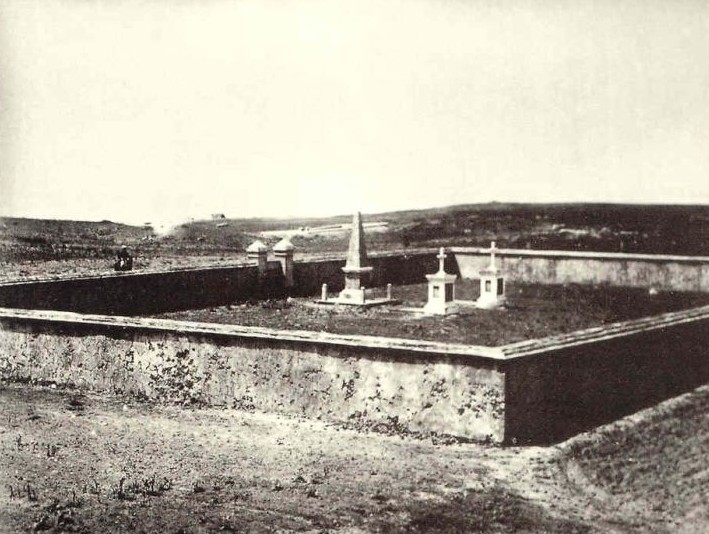
Il monumento a Courbet e le tombe del sous-commissaire Dert e del tenente Jehenne in una fotografia del 1895, durante la visita dell'incrociatore francese Forfait a Makung